# Нечитайло Віталій Васильович
Віта́лій Васи́льович Нечита́йло (7 червня 1941, с. Пилипівка Чуднівський район Житомирська область — 10 серпня 2023, м. Кам'янець-Подільський, Хмельницька область) — український історик, письменник (поет і прозаїк). Доктор історичних наук (2006). Член Національної спілки письменників України (від 1996 року).

## Біографія
Віталій Васильович Нечитайло народився 7 червня 1941 року в селі Пилипівка Чуднівського району Житомирської області. Закінчив П'ятківську середню школу, Хустське культосвітнє училище на Закарпатті, а 1968 року — історичний факультет Кам'янець-Подільського педагогічного інституту (нині Кам'янець-Подільський національний університет імені Івана Огієнка).
У 1968—1972 роках працював інструктором Ізяславського райкому КПУ, потім завучем школи, науковим співробітником Інституту суспільних наук АН УРСР у Львові.
Захистивши 1977 року кандидатську дисертацію, через рік — у серпні 1978 року — повернувся в Кам'янець-Подільський у рідний вищий навчальний заклад, де працював на різних посадах: старшого викладача, доцента, завідувача кафедри, професора. Нині завідувач кафедри політології та соціології.
Наприкінці 2006 року захистив докторську дисертацію «Формування селянського господарства фермерського типу в Україні: історична ретроспектива та сучасний стан» і став доктором історичних наук.

## Твори
Автор поетичних збірок
- лірики:
  - «Зимовий покіс» (1993);
  - «Сонце купається в житі» (2003).
- гумору та сатири:
  - «Шовкові віжки» (1993);
  - «Суниця в кропиві» (1994);
  - «Веселий трикутник» (1995; спільно з Василем Кравчуком і Романом Болюхом);
  - «Любасні фокуси» (1997);
  - «Золота карета» (2002; 2012 — видання друге, доповнене).

Як прозаїк 2010 року у видавництві «Бедрихів край» (Городок Хмельницької області) видав повість «Хліб від зайця» (88 сторінок), а 2011 року у видавництві «Аксіома» (Кам'янець-Подільський) — повість «Скарб Вірменської дзвіниці» (92 сторінки). 2014 року у видавництві «Медобори-2006» побачила світ збірка повістей і оповідань «Облога» (наклад — 500 примірників). До неї увійшли дві повісті — «Облога» та «Скарб Вірменської дзвіниці», три оповідання — «Пора заповідалася дивна», «Вивірка» та «Вітання від кілера».
Лауреат Хмельницьких обласних премій імені Володимира Булаєнка (1966) та імені Микити Годованця (1996).